# Nachtschadefamilie
De nachtschadefamilie (Solanaceae) is een familie van bedektzadige planten. De familie bevat veel giftige planten als de zwarte nachtschade, die deels als medicijn gebruikt kan worden, maar ook bekende nutsgewassen als de aardappel, de antruwa, de aubergine, de paprika en de tomaat. Andere bekende planten zijn de gewone tabaksplant en het geslacht Petunia. Het laatste wordt, net als Brugmansia, vanwege de sierlijke bloemen gekweekt.
De familie bevat ruim 95 geslachten en meer dan 2300 soorten, volgens sommige indelingen zelfs meer dan 3000 soorten. In het bijzonder in Zuid- en Midden-Amerika is de familie wijd verspreid.
De planten zijn kruidachtige planten of kleine struiken. De bladeren om en om tegenoverstaand, de bloemen zijn punt-symmetrisch en hebben een karakteristieke vruchtbeginsel bestaande uit twee hokjes. De vrucht zijn bessen of doosvruchten.
De werkzame stoffen zijn vaak neurotoxische alkaloïden, zoals atropine en nicotine, die het zenuwstelsel van mensen en veel dieren kunnen beïnvloeden.

## Naam
De zwarte nachtschade (Solanum nigrum) is de plant waaraan het geslacht Solanum zijn naam te danken heeft. De naam Solanum is waarschijnlijk afkomstig van het Latijnse Solari, wat met verzachtend of verdovend kan worden vertaald. Een betere vertaling is wellicht verlichtend. Het naamdeel schade is een oude term voor schaduw. Verschillende bloemen uit deze familie geven pas tegen de nacht een sterke geur af. Het is een misvatting dat schade verwijst naar de toxiciteit van deze plantenfamilie. Slechts een klein deel ervan is giftig, een groot deel ervan behoort juist tot gewassen die gebruikt worden voor dagelijkse consumptie.

## Interne taxonomie
Wat betreft de interne taxonomie van deze familie is er niet veel overeenstemming. Het is niet ongebruikelijk om onderfamilies te onderscheiden, maar welke dat moeten zijn is dan weer een tweede vraag. In de omschrijving zoals gehanteerd door het APG II-systeem (2003) is de familie groter dan elders wordt aangenomen: ze omvat dan namelijk ook de planten die voorheen de families Duckeodendraceae, Goetzeaceae en Nolanaceae vormden.

### Geslachten (selectie)
De familie kent ruim honderd geslachten. Enkele hiervan zijn:
- Anthocercis Labill.
- Anthotroche Endl.
- Atropa L.
- Browallia L.
- Brugmansia Pers.
- Brunfelsia L.
- Calibrachoa Cerv.
- Capsicum L.
- Cestrum L.
- Datura L.
- Hyoscyamus L.
- Iochroma Bentham
- Lycium L.
- Mandragora L.
- Nicandra Adans.
- Nicotiana L.
- Nolana L.f.
- Petunia Juss.
- Physalis L.
- Schwenckia L.
- Solanum L.
- Streptosolen Miers
- Withania Pauquy

### Soorten
Onderstaande lijst betreft een selectie van soorten binnen de nachtschadefamilie
- Wolfskers (Atropa bella-donna)
- Paprika (Capsicum annuum)
  - Capsicum baccatum
  - Capsicum frutescens
- Tamarillo (Cyphomandra betacea)
- Doornappel (Datura stramonium)
- Bilzekruid (Hyoscyamus niger)
- Lycianthes rantonnetii
- Gewone boksdoorn (Lycium barbarum)
- Chinese boksdoorn (Lycium chinense)
- Alruin (Mandragora officinarum)
- Zegekruid (Nicandra physalodes)
- Tabaksplant (Nicotiana tabacum)
- Ananaskers (Physalis peruviana)
- Echte lampionplant (Physalis alkekengi)
  - Physalis angulata
- Tomatillo (Physalis philadelphica)
- Reuzenklimtrompet (Solandra maxima)
  - Solanum bauerianum
  - Solanum crispum
- Bitterzoet (Solanum dulcamara)
- Klimmende nachtschade (Solanum jasminoides)
- Tomaat (Solanum lycopersicum)
- Antruwa (Solanum macrocarpon)
- Aubergine (Solanum melongena)
- Pepino (Solanum muricatum)
- Zwarte nachtschade (Solanum nigrum)
- Glansbesnachtschade (Solanum nitidibaccatum)
- Lulo (Solanum quitoense)
- Sodomsappel (Solanum sodomaeum)
- Driebloemige nachtschade (Solanum triflorum)
- Orinoco-appel (Solanum topiro)
- Aardappel (Solanum tuberosum)
- Kannibaaltomaat (Solanum uporo)
- Donsnachtschade (Solanum villosum)
- Costa Ricaanse nachtschade (Solanum wendlandii)
- Marmeladestruik (Streptosolen jamesonii)